# Lusignan-Petit
Pour les articles homonymes, voir Lusignan.
Lusignan-Petit est une commune du Sud-Ouest de la France, située dans le département de Lot-et-Garonne (région Nouvelle-Aquitaine).
Ses habitants sont appelés les Lusignanais et Lusignanaises.

## Géographie

### Localisation
Lusignan-Petit se trouve dans l'aire d'attraction d'Agen.
Le village se situe sur l'axe Prayssas - Colayrac-Saint-Cirq et à 10,3 km d'Agen.

### Communes limitrophes
Les communes limitrophes sont  Clermont-Dessous, Frégimont, Madaillan, Prayssas et Saint-Hilaire-de-Lusignan.
| Frégimont        | Prayssas                  |           |
| Clermont-Dessous | Lusignan-Petit            | Madaillan |
|                  | Saint-Hilaire-de-Lusignan |           |

### Géologie et relief
La commune se situe au cœur du pays de Serres. On y retrouve tout type de sol, avec une dominante d'argile à 39 % et de terre limoneuse à 35 %. Les sols sableux constituent enfin 8 % des sols. Les textures principales sont brunifiées et hydromorphes.
Le Lot-et-Garonne n'est pas en zone de risque sismique.

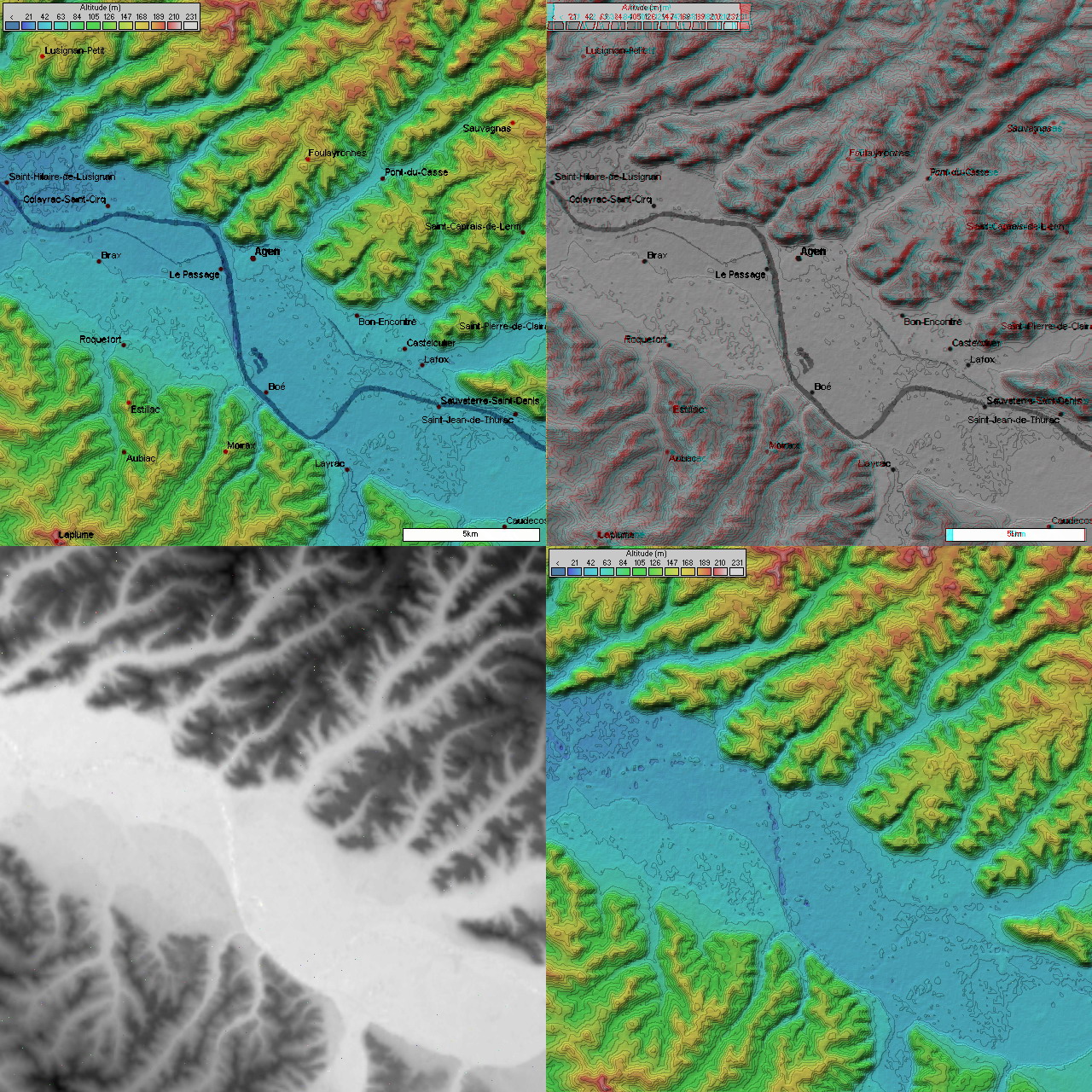
Commune située au nord-ouest de la carte.

L'altitude minimale de la commune est de 46 mètres et la maximale est de 198 mètres avec une moyenne de 170 mètres.
La mairie se trouve à 165 mètres.

### Hydrographie
Les cours d'eau de la Masse et de Saint-Martin arrosent la commune.

### Climat
Pour des articles plus généraux, voir Climat de la Nouvelle-Aquitaine et Climat de Lot-et-Garonne.
Historiquement, la commune est exposée à un climat océanique aquitain.  
En 2020, Météo-France publie une typologie des climats de la France métropolitaine dans laquelle la commune est exposée à un climat océanique altéré et est dans la région climatique Aquitaine, Gascogne, caractérisée par une pluviométrie abondante au printemps, modérée en automne, un faible ensoleillement au printemps, un été chaud (19,5 °C), des vents faibles, des brouillards fréquents en automne et en hiver et des orages fréquents en été (15 à 20 jours).
Pour la période 1971-2000, la température annuelle moyenne est de 13,3 °C, avec une amplitude thermique annuelle de 15,7 °C. Le cumul annuel moyen de précipitations est de 778 mm, avec 11,1 jours de précipitations en janvier et 6,4 jours en juillet. Pour la période 1991-2020, la température moyenne annuelle observée sur la station météorologique la plus proche, située sur la commune de Prayssas à 2 km à vol d'oiseau, est de 13,9 °C et le cumul annuel moyen de précipitations est de 815,5 mm,. Pour l'avenir, les paramètres climatiques de la commune estimés pour 2050 selon différents scénarios d’émission de gaz à effet de serre sont consultables sur un site dédié publié par Météo-France en novembre 2022.

## Urbanisme

### Typologie
Au 1er janvier 2024, Lusignan-Petit est catégorisée commune rurale à habitat dispersé, selon la nouvelle grille communale de densité à sept niveaux définie par l'Insee en 2022.
Elle est située hors unité urbaine. Par ailleurs la commune fait partie de l'aire d'attraction d'Agen, dont elle est une commune de la couronne,. Cette aire, qui regroupe 81 communes, est catégorisée dans les aires de 50 000 à moins de 200 000 habitants,.

### Occupation des sols

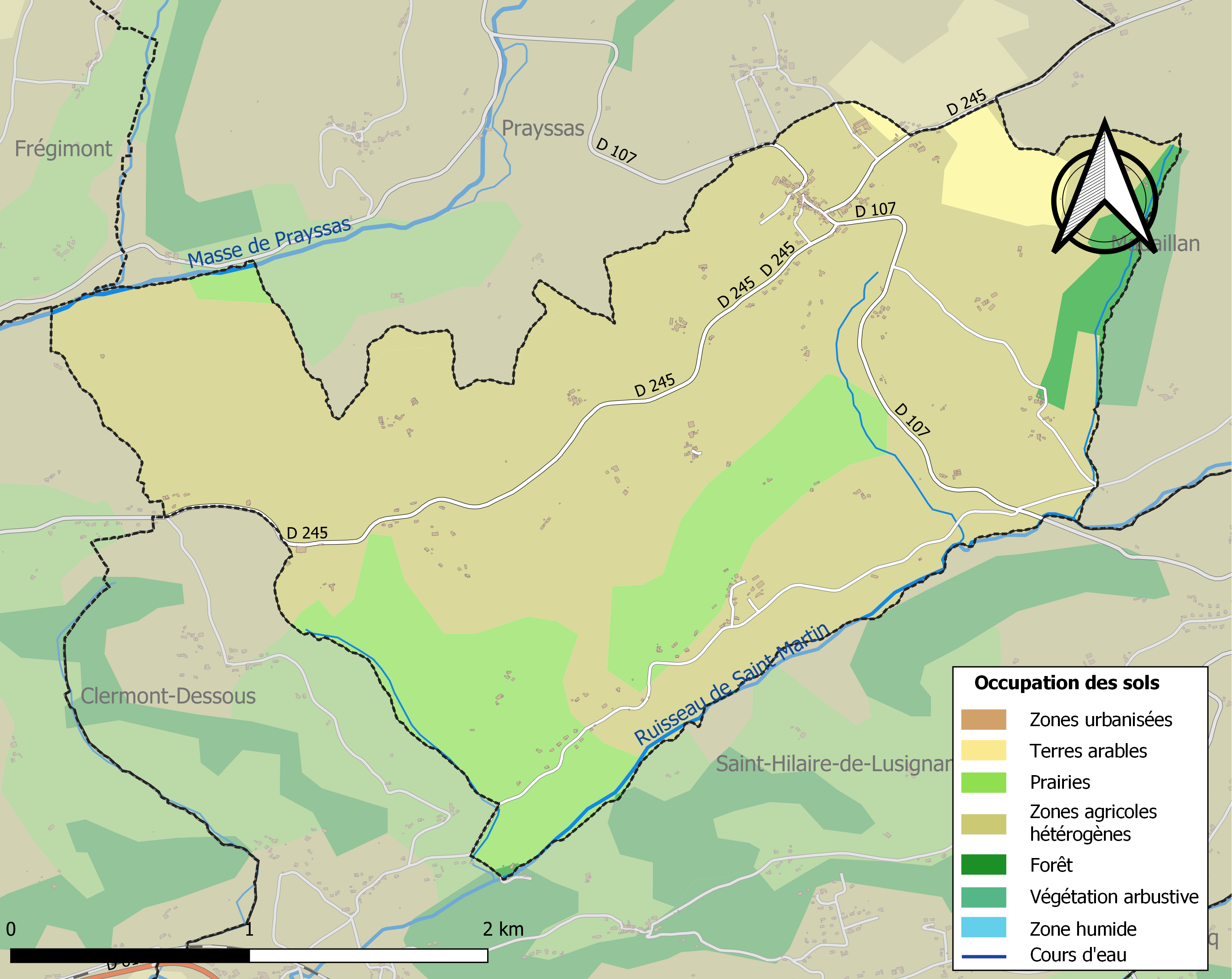
Carte des infrastructures et de l'occupation des sols de la commune en 2018 (CLC).

L'occupation des sols de la commune, telle qu'elle ressort de la base de données européenne d’occupation biophysique des sols Corine Land Cover (CLC), est marquée par l'importance des territoires agricoles (97,8 % en 2018), une proportion identique à celle de 1990 (97,8 %). La répartition détaillée en 2018 est la suivante : 
zones agricoles hétérogènes (77,2 %), prairies (18 %), cultures permanentes (2,6 %), forêts (2,2 %). L'évolution de l’occupation des sols de la commune et de ses infrastructures peut être observée sur les différentes représentations cartographiques du territoire : la carte de Cassini (XVIIIe siècle), la carte d'état-major (1820-1866) et les cartes ou photos aériennes de l'IGN pour la période actuelle (1950 à aujourd'hui).

### Voies de communication et transports
- D107 La départementale 107 en direction d'Agen et de Prayssas.
- D245 La départementale 245 en direction de Laugnac et de Port-Sainte-Marie.
- A62 L'autoroute A62 a une sortie au Passage desservant la ville d'Agen, échangeur n°7 à environ 15 km.
- Des bus scolaires font la navette matin et soir vers les villes d'Agen et de Port-Sainte-Marie.
- L'aéroport Agen-la Garenne est à 11,6 km.

### Risques majeurs
Le territoire de la commune de Lusignan-Petit est vulnérable à différents aléas naturels : météorologiques (tempête, orage, neige, grand froid, canicule ou sécheresse), inondations, mouvements de terrains et séisme (sismicité très faible). Un site publié par le BRGM permet d'évaluer simplement et rapidement les risques d'un bien localisé soit par son adresse soit par le numéro de sa parcelle.
Certaines parties du territoire communal sont susceptibles d’être affectées par le risque d’inondation par une crue à  débordement lent de cours d'eau, notamment le Ruisseau de Saint-Martin et la Masse de Prayssas. La commune a été reconnue en état de catastrophe naturelle au titre des dommages causés par les inondations et coulées de boue survenues en 1982, 1993, 1999, 2003 et 2009,.
Les mouvements de terrains susceptibles de se produire sur la commune sont des affaissements et effondrements liés aux cavités souterraines (hors mines) et des tassements différentiels. Afin de mieux appréhender le risque d’affaissement de terrain, un inventaire national permet de localiser les éventuelles cavités souterraines sur la commune.

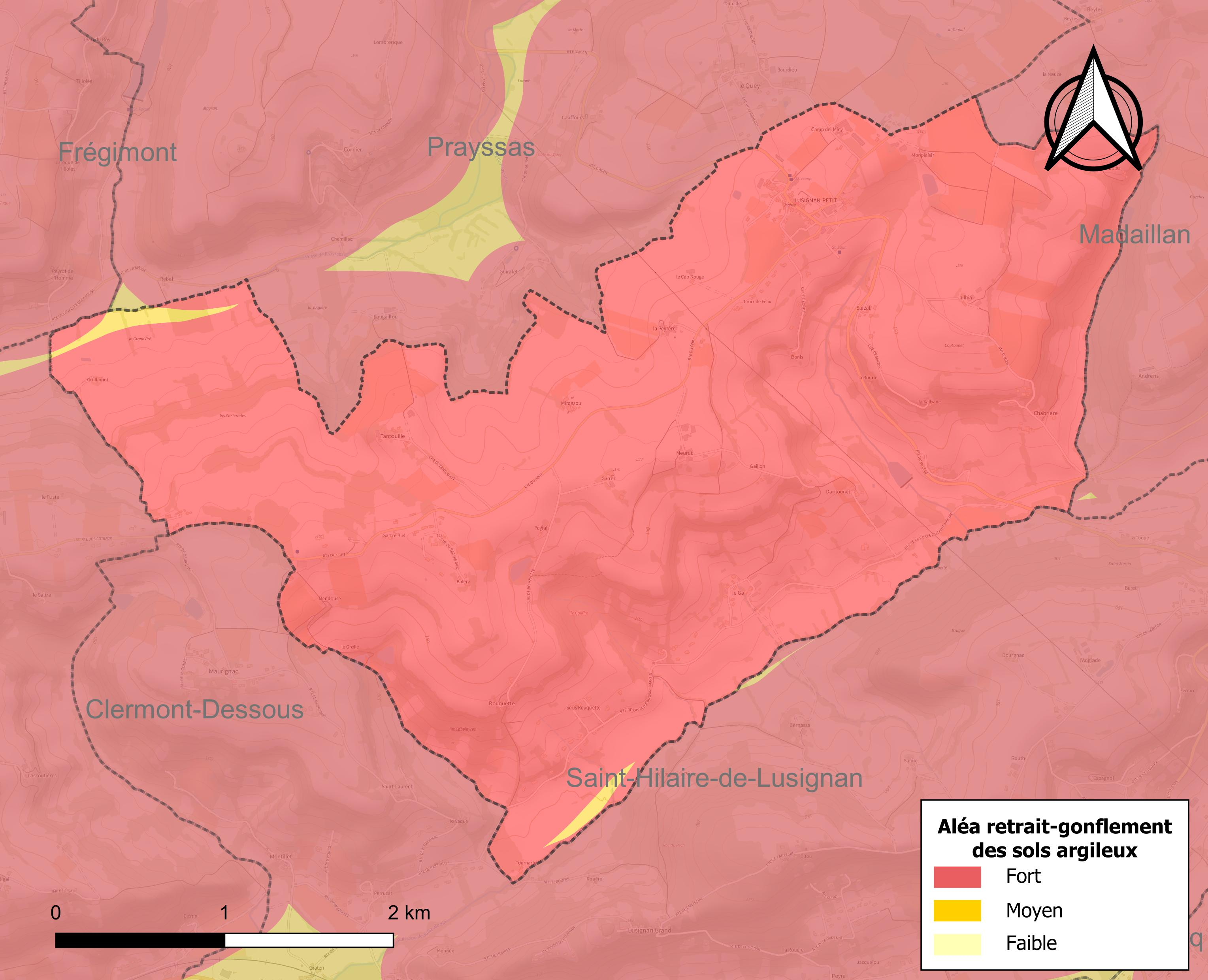
Carte des zones d'aléa retrait-gonflement des sols argileux de Lusignan-Petit.

Le retrait-gonflement des sols argileux est susceptible d'engendrer des dommages importants aux bâtiments en cas d’alternance de périodes de sécheresse et de pluie. La totalité de la commune est en aléa moyen ou fort (91,8 % au niveau départemental et 48,5 % au niveau national). Depuis le 1er octobre 2020, en application de la loi ELAN, différentes contraintes s'imposent aux vendeurs, maîtres d'ouvrages ou constructeurs de biens situés dans une zone classée en aléa moyen ou fort,.
Concernant les mouvements de terrains, la commune a été reconnue en état de catastrophe naturelle au titre des dommages causés par la sécheresse en 2003, 2005, 2011 et 2017 et par des mouvements de terrain en 1999.

## Histoire
Le village s'est construit à partir du XVIe siècle et s'est implanté sur un plateau assez étroit délimité par les ruisseaux de Saint-Martin et de la Masse.
Le territoire communal intègre une partie de l'ancienne paroisse de Saint-Martin des Près, église détruite qui était située sur la commune de Madaillan près du lieu-dit Andrens. Il existait dans le village un prieuré dépendant de l'abbaye d'Aurillac en Auvergne, édifice ruiné vers 1566 par les protestants selon le chanoine Durengues.
Le village a été développé vers l'est au XVIIIe siècle, en alignement le long de la départementale 107 reliant Prayssas à Agen, avec notamment la construction de maisons de maître. Le cimetière a été transféré des abords de l'église à un autre emplacement à quelques centaines de mètres à la fin du XIXe siècle.

## Politique et administration

### Découpage territorial

#### Commune et intercommunalités
Lusignan-Petit est l'une des 10 communes de la Communauté de communes du canton de Prayssas de 4208 hab, créée le 24 décembre 1997.

### Élections municipales et communautaires

#### Liste des maires
| Période                                  | Période   | Identité          | Étiquette | Qualité |
| ---------------------------------------- | --------- | ----------------- | --------- | ------- |
| Les données manquantes sont à compléter. |           |                   |           |         |
| mars 2001                                | mars 2008 | Bruno D'Erceville |           |         |
| mars 2008                                | En cours  | Philippe Lagarde  |           |         |

## Équipements et services publics

### Enseignement
Regroupement pédagogique intercommunal avec l'école maternelle et primaire de Madaillan qui assure l'éducation jusqu'en CE1 et l'école de Lusignan continue jusqu'en CM2 (une navette scolaire permet aux élèves des deux villages d'accéder aux écoles).
Le collège se trouve sur les communes de Port-sainte-Marie, ceux de Madaillan partent sur Agen.

### Santé
Pour la santé la ville dépend de celle d'Agen :
- Hôpital Saint-Esprit au nord d'Agen
- Clinique Saint-Hilaire-Esquirol au sud d'Agen
- Hôpital de Monbran
- Hôpital psychiatrique-la Candélie à Foulayronnes.
- Médecin généraliste à Prayssas

## Population et société

### Démographie
L'évolution du nombre d'habitants est connue à travers les recensements de la population effectués dans la commune depuis 1800. Pour les communes de moins de 10 000 habitants, une enquête de recensement portant sur toute la population est réalisée tous les cinq ans, les populations de référence des années intermédiaires étant quant à elles estimées par interpolation ou extrapolation. Pour la commune, le premier recensement exhaustif entrant dans le cadre du nouveau dispositif a été réalisé en 2008.

En 2022, la commune comptait 363 habitants, en évolution de +1,97 % par rapport à 2016 (Lot-et-Garonne : −0,18 %, France hors Mayotte : +2,11 %).
| 1800 | 1806 | 1821 | 1831 | 1836 | 1841 | 1846 | 1851 | 1856 |
| ---- | ---- | ---- | ---- | ---- | ---- | ---- | ---- | ---- |
| 512  | 529  | 508  | 524  | 516  | 490  | 480  | 471  | 450  |

| 1861 | 1866 | 1872 | 1876 | 1881 | 1886 | 1891 | 1896 | 1901 |
| ---- | ---- | ---- | ---- | ---- | ---- | ---- | ---- | ---- |
| 387  | 407  | 372  | 375  | 357  | 343  | 304  | 319  | 321  |

| 1906 | 1911 | 1921 | 1926 | 1931 | 1936 | 1946 | 1954 | 1962 |
| ---- | ---- | ---- | ---- | ---- | ---- | ---- | ---- | ---- |
| 328  | 308  | 260  | 246  | 278  | 296  | 278  | 261  | 231  |

| 1968 | 1975 | 1982 | 1990 | 1999 | 2006 | 2008 | 2013 | 2018 |
| ---- | ---- | ---- | ---- | ---- | ---- | ---- | ---- | ---- |
| 204  | 206  | 245  | 279  | 273  | 338  | 359  | 354  | 369  |

| 2022 | - | - | - | - | - | - | - | - |
| ---- | - | - | - | - | - | - | - | - |
| 363  | - | - | - | - | - | - | - | - |

### Superficie et Population
| Zones                   | Population | Surface (km²) | Densité (/km²) |  |
| ----------------------- | ---------- | ------------- | -------------- |  |
| Lusignan-Petit          | 350        | 7.35          | 37             |  |
| Communauté des communes | 4 208      | 153.58        |                |  |
| Aire urbaine            | 103 715    | 830.52        | 113            |  |
| Région Aquitaine        | 3 119 778  | 41 309        | 76             |  |

Le village de Lusignan-Petit a une superficie de 7,35 km2 et une population de 350 habitants, ce qui la classe :
| Rang                  | Superficie | Population | Densité |
| --------------------- | ---------- | ---------- | ------- |
| France                | 25368e     | 22619e     | 17744e  |
| Aquitaine             | 1726e      | 1438e      | 995e    |
| Lot-et-Garonne        | 285e       | 198e       | 111e    |
| Arrondissement d'Agen | 62e        | 55e        | 40e     |
| Canton de Prayssas    | 8er        | 7er        | 2er     |

### Sports et loisirs
Le cadre vert des vallées du pays de Serre sont propices aux randonnées pédestres, équestres, cyclotourisme, VTT et moto.

### Manifestations culturelles et festivités
- Feu de la Saint-Jean (23 juin).
- Grande course cycliste (été).

D'autre évènements sont organisés par la communauté des communes sur les communes avoisinantes.

## Économie
Petit village vivant d'agriculture, un peu d'élevage et de tourisme avec une chambre d'hôtes.

## Culture locale et patrimoine

### Lieux et monuments

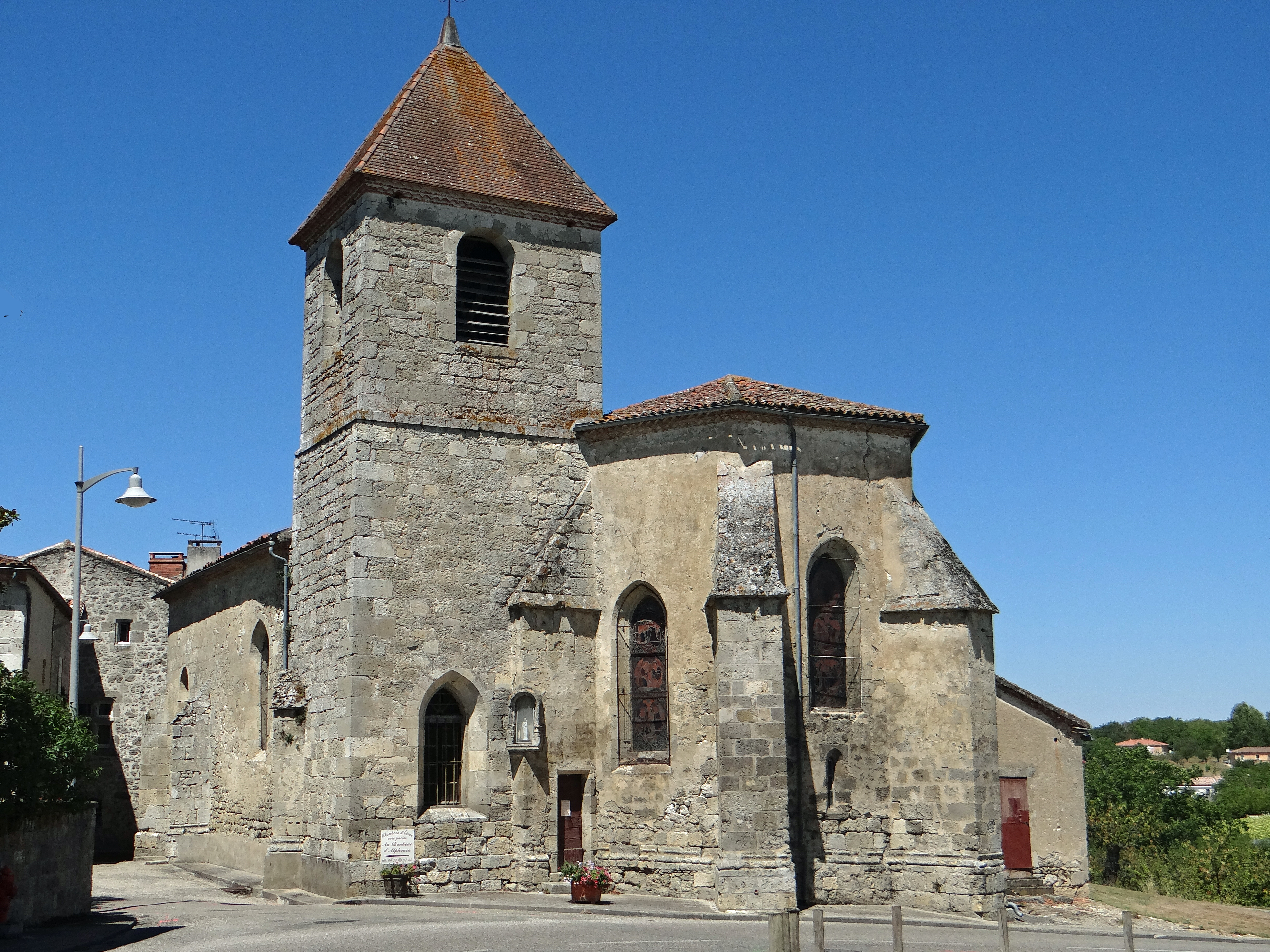
L'église Notre-Dame.

L'église paroissiale Notre-Dame a été inscrite monument historique le 23 mai 2005.
Elle aurait été reconstruite à la fin du XVe début du XVIe siècle.
Deux nouvelles chapelles sont construites côté ouest en 1557. L'ancien clocher fut réparé en 1551 à la suite de la visite du vicaire Jean de Vallier, puis s'effondre en 1815. Il est reconstruit à l'emplacement actuel en 1821-1822. Un nouveau projet de restauration établi par Gustave Bourrières en 1864 est partiellement repris en 1872 par son associé Léopold Payen : les travaux de voûtement des deux premières travées de nef, de restauration de la façade occidentale (portail, oculus) et de construction de la sacristie sont effectués par l'entrepreneur Marc Planès sous la conduite de l'architecte T. Teulère en 1874.
- La Fontaine Lavoir, couverte, dont la fontaine en pierre de taille a été réparée en 1833 et le lavoir, un  bassin rectangulaire en pierre de taille, est doté de deux pierres à laver individuelles, a été construit en 1867[28].
- Le village possède deux places, en face de la mairie avec le monument aux morts, et une depuis peu côté sud de la mairie. Le bâti est d'un grand intérêt, quatre maisons attenantes et un chai accolé à l'église datent du XVIe siècle, des maisons sont datées de 1687, 1780, une maison de maître possède un pigeonnier porche du XIXe siècle, à Miriassou un pigeonnier carré daté de 1690.
- Le Moulin a farine situé au lieu-dit de Sabrecul, construit au XVIIIe siècle[29].

### Héraldique
| Blason de Lusignan-Petit | Blason  | Burelé d’argent et d’azur.                       |
| Blason de Lusignan-Petit | Détails | Le statut officiel du blason reste à déterminer. |